# マリア・ルイーザ・ディ・サヴォイア
マリア・ルイーザ・ディ・サヴォイア（Maria Luisa di Savoia, 1688年11月17日 - 1714年2月14日）は、スペイン王フェリペ5世の最初の王妃。スペイン語名はマリア・ルイサ・デ・サボヤ（Maria Luisa de Saboya）。

## 生涯
サヴォイア公ヴィットーリオ・アメデーオ2世（後のサルデーニャ王）とアンヌ・マリー・ドルレアン（オルレアン公フィリップ1世の娘）の娘。姉マリア・アデライデはフランス王太子ルイの妃、ルイ15世の母。
1701年11月に又従兄のフェリペ5世（マリア・アデライデの夫ルイの弟）と結婚。翌年、スペイン継承戦争が勃発。マリアはフンタへの参加や、夫への支援を求めて資金集め・支持者集めに奔走した。1713年にスペイン継承戦争が終結、フェリペ5世はスペイン王位を列強に承認されたが、マリアは翌1714年に死去、フェリペ5世は同年にエリザベッタ・ファルネーゼと再婚した。
意志の弱い夫を支え続け、良い影響を与えた女性として、スペインで愛された。

## 子女
- ルイス1世（1707年 - 1724年）
- フェリペ・ルイス（1709年、夭折）
- フェリペ・ペドロ（1712年 - 1719年）
- フェルナンド6世（1713年 - 1759年）